# CW Leonis
Désignations
CW Leonis, ou IRC +10216, est une étoile carbonée de la branche asymptotique des géantes située à environ 390 à 490 années-lumière dans la constellation du Lion. Elle est entourée d'une épaisse enveloppe de poussières et a été découverte en 1969 par une équipe dirigée par Eric Becklin à l'aide du télescope de 1,6 m de l'observatoire du mont Wilson, en Californie. Elle émet essentiellement dans l'infrarouge et serait l'objet ayant le flux le plus élevé à 5 μm en dehors du Système solaire.

## Caractéristiques
On pense que l'étoile est à un stade avancé de sa vie et est en train de souffler son atmosphère chargée de suie pour former à terme une naine blanche. Les analyses du rapport des isotopes du magnésium ont contraint sa masse initiale entre 3 et 5 masses solaires. La masse de son cœur, et la masse de la naine blanche au stade final, est estimée entre 0,7 et 0,9 M☉. Sa luminosité varie sur une période de 649 jours entre 6 250 et 15 800 luminosités solaires ; la luminosité globale de l'étoile correspond à 11 300 L☉. L'enveloppe riche en carbone qui entoure l'astre a un âge estimé de l'ordre de 69 000 ans tandis que l'étoile perd environ (1–4) × 10−5 M☉ par an. Cette enveloppe contient au moins 1,4 M☉ de matière.
L'observation des fluctuations depuis 1999 montre une structure complexe comprenant des arcs partiels et des coquilles incomplètes. Ces agglomérations résultent peut-être d'un cycle magnétique dans l'étoile qui serait comparable à celui du Soleil et serait responsable de l'augmentation cyclique des pertes de matière. Divers éléments chimiques et une cinquantaine d'espèces chimiques ont été détectées dans la coquille de matière éjectée par l'étoile, dont l'azote, l'oxygène, le silicium, le fer et l'eau H2O. Cette vapeur d'eau est présente à des températures modérées qui ne dépassent généralement pas 1 000 K. Il avait été proposé que cette eau provienne de comètes vaporisées par l'étoile lorsqu'elle avait commencé à se dilater, mais on pense aujourd'hui que toutes les étoiles carbonées forment de l'eau dans leur atmosphère.
Sans surprise pour une étoile carbonée éjectant des nappes de gaz et de poussières à la fois raisonnablement denses et à des températures relativement modérées, on compte divers composés carbonés parmi les espèces observées dans son enveloppe circumstellaire, comme l'acétylène C2H2, l'éthylène C2H4, le monoxyde de carbone CO et le radical éthynyle •C2H, mais aussi l'acétonitrile CH3CN, des radicaux polyynes •C4H et •C6H et des cyanopolyynes tels que HC3N et HC5N, également sous forme de radicaux •CN et •C3N, plus généralement les radicaux d'hydrocarbures insaturés •CnH pour n = 1 à 5, les cyanopolyynes HC2n+1N pour n = 1, 2, 3 et 5, les espèces SiC4, SiC2 cyclique et SiC, le cyanure d'hydrogène HCN, le monosulfure de carbone CS, le monoxyde de silicium SiO, le monosulfure de silicium SiS et le dicarbure de silicium SiC2 à des niveaux d'énergie de 300 à 900 K, le silane SiH4, le méthylsilane CH3SiH3, le cyanure de silyle SiH3CN et de nombreux hydrures diatomiques tels que AlH, MgH, CaH, CuH, KH, NaH et FeH, ainsi que du chlorure d'hydrogène HCl, ou encore des chaînes carbonées telles que C5 et C5S, le radical C2P, du cyanure de sodium NaCN, du monofluorure d'aluminium AlF, etc.

## Distance et possible compagnon
La distance de CW Leonis à la Terre est estimée de l'ordre de 390 à 490 a.l., soit environ 120 à 150 pc. Si l'on retient la borne inférieure, alors l'astrosphère de l'étoile a un rayon d'environ 84 000 unités astronomiques. L'ensemble se déplace à plus de 91 km/s par rapport au milieu interstellaire environnant, avec une vitesse apparente (u ; v ; w) = (21,6 ± 3,9 ; 12,6 ± 3,5 ; 1,8 ± 3,3) km/s.
Il est possible que CW Leonis soit une étoile binaire, avec un compagnon rapproché. Des mesures astrométiques avec l'ALMA peuvent mettre en évidence un mouvement orbital de l'étoile, qui est par ailleurs l'étoile carbonée la plus proche de la Terre.